# Formula Regionális Amerika-bajnokság
A Formula Regionális Amerika-bajnokság egy Formula–3-as versenysorozat, amelynek első idénye 2018-ban volt.
A széria bajnoka a Nemzetközi Automobil Szövetségtől (FIA) szuperlicensz-pontokat kap, melyek a Formula–1-be való bekerüléshez szükséges. 2020-tól a bajnok ösztöndíjat nyer az Indy Lights sorozatba, de 2021-es bajnok Kyffin Simpson már a japán Super Formula bajnokságba kapott ösztöndíjat, de a Covid19-pandémia miatt visszautasította. A következő évben Raoul Hyman elfogadta az ajánlatot.

## Versenyhétvége

### Pontrendszer
A pontrendszer a Formula–1-ben is használt szisztémán alapul. Minden versenyen ugyanannyi pontot osztanak ki. A többi hasonló bajnoksággal ellentétben itt nem jár pont a pole-pozícióért és a leggyorsabb körért sem.
| Helyezés | 1. | 2. | 3. | 4. | 5. | 6. | 7. | 8. | 9. | 10. |
| Pont     | 25 | 18 | 15 | 12 | 10 | 8  | 6  | 4  | 2  | 1   |

## Autó
A mezőny a Ligier cég által gyártott és épített szénszálas monokok kasztnis autókat használja, amelyek mindegyikében egy Honda által biztosított 2,0 literes turbómotor dolgozik. Megtalálhatóak rajta olyan biztonsági újítások, mint a Halo vagy az oldalt megerősített vázszerkezet. A konstrukció modellneve Ligier JS F3.

### Az autók felépítése
- Hengerűrtartalom: 2,0 liter
- Aspiráció: Turbófeltöltő
- Sebességváltó: 6 sebességes szekvenciális félautomata sebességváltó
- Súly: 522 kg (sofőr és üzemanyag nélkül)
- Szélesség: 1850 mm
- Tengelytávolság: 2825 mm
- Kasztni: Ligier JS F3 modell
- Vázszerkezet: Szénszálas
- Glória (Halo): Van
- Kormányzás: Fogaskerekes
- Üzemanyag-kapacitás: 62 literes
- Üzemanyag-szállítás: Közvetlen
- Gumiabroncs: Hankook

## Bajnokok

### Versenyzők
| Szezon | Versenyző          | Csapat                    | Pole-pozíció | Győzelem | Dobogós helyezés | Leggyorsabb kör | Pont  |
| ------ | ------------------ | ------------------------- | ------------ | -------- | ---------------- | --------------- | ----- |
| 2018   | Kyle Kirkwood      | Abel Motorsports          | 5            | 15       | 16               | 15              | 405   |
| 2019   | Dakota Dickerson   | Global Racing Group       | 2            | 5        | 11               | 7               | 269   |
| 2020   | Linus Lundqvist    | Global Racing Group       | 6            | 15       | 16               | 14              | 401   |
| 2021   | Kyffin Simpson     | TJ Speed Motorsports      | 2            | 7        | 13               | 9               | 314   |
| 2022   | Raoul Hyman        | TJ Speed Motorsports      | 6            | 11       | 16               | 12              | 362   |
| 2023   | Callum Hedge       | Crosslink Kiwi Motorsport | 5            | 13       | 16               | 10              | 384   |
| 2024   | Patrick Woods-Toth | Crosslink Kiwi Motorsport | 6            | 8        | 14               | 9               | 294.5 |

### Konstruktőrök
| Szezon | Csapat                     | Pole-pozíció | Győzelem | Dobogós helyezés | Leggyorsabb kör | Pont  |
| ------ | -------------------------- | ------------ | -------- | ---------------- | --------------- | ----- |
| 2018   | Abel Motorsports           | 5            | 15       | 20               | 15              | 529   |
| 2019   | Global Racing Group        | 5            | 13       | 28               | 9               | 617   |
| 2020   | Global Racing Group        | 6            | 15       | 18               | 14              | 573   |
| 2021   | TJ Speed Motorsports       | 2            | 7        | 21               | 9               | 529   |
| 2022   | TJ Speed Motorsports       | 6            | 14       | 27               | 15              | 652   |
| 2023   | Crosslink Kiwi Motorsports | 6            | 16       | 46               | 15              | 742   |
| 2024   | Crosslink Kiwi Motorsports | 7            | 16       | 42               | 13              | 694,5 |